# Hortipes paludigena
Hortipes paludigena là một loài nhện trong họ Corinnidae.
Loài này thuộc chi Hortipes. Hortipes paludigena được miêu tả năm 1998 bởi Ledoux & Emerit.